# Чёрная собачья акула Камохары
Чёрная собачья акула Камохары (лат. Centroscyllium kamoharai) — вид хрящевых рыб рода чёрных собачьих акул семейства Etmopteridae отряда катранообразных. Они обитают в юго-западной и северо-западной части Тихого океана на глубине от 730 до 1200 м. Максимальный зарегистрированный размер составляет 60 см. У них коренастое тело почти чёрного цвета, у основания обоих спинных плавников имеются заметные шипы. Анальный плавник отсутствует. Размножаются яйцеживорождением. Коммерческой ценности не имеют.

## Таксономия
Впервые вид научно описан в 1966 году японским ихтиологом Токихару Абэ. Голотип представляет собой взрослую самку длиной 44 см, пойманную в заливе Суруга. Новый вид был назван в честь японского ихтиолога Тошиджи Камохары.

## Ареал
Чёрные собачьи акулы Камохары обитают в юго- и северо-восточной части Тихого океана у берегов Австралии и Японии. Они встречаются на глубине от 730 до 1200 м на материковом и островном склоне и подводных горах.

## Описание
У Чёрные собачьи акулы Камохары довольно плотное, вытянутое и слегка сжатое тело, длина рыла от кончика до рта равна приблизительно 3/5 расстояния от рта до основания грудных плавников. Максимальная зарегистрированная длина 60 см короткий и широкий рот образует арку. Крупные овальные глаза вытянуты по горизонтали. Позади глаз имеются брызгальца.
У основания обоих спинных плавников имеются рифлёные шипы. Второй спинной плавник крупнее первого. Хвостовой стебель короткий. Расстояние от основания второго спинного плавника до основания верхней лопасти хвостового плавника приблизительно равно дистанции между глазами и основанием грудных плавников. Бока покрыты редкими плакоидными чешуйками конической формы с крючком на конце. Тело почти лишено чешуи. Окрас ровного чёрного цвета.

## Биология
Эти акулы размножаются яйцеживорождением. В помёте от 3 до 22 новорожденных, в среднем 12. Размножение не имеет сезонности.

## Взаимодействие с человеком
Вид не представляет опасности для человека, не имеет коммерческой ценности. Изредка в качестве прилова попадает в коммерческие сети. Низкая скорость экспоненциального роста популяции и ограниченный ареал делает этих акул чувствительными к перелову. Данных для оценки Международным союзом охраны природы статуса сохранности вида недостаточно.